# Parque Ambiental Hilário Zardo
O Parque Ambiental Hilário Zardo, conhecido como Parque Vitória, é um espaço público de conservação e lazer, da cidade paranaense de Cascavel, no Brasil.

## Localização
Localiza-se na rua Manaus esquina com rua Sete de Setembro, entre o bairro Country e a Vila Cancelli. 

## Estrutura
Numa área de 18 hectares, localizado na cidade, conta com trilha com mil metros pavimentada para caminhadas, dois campos de futebol suíço, duas academias ao ar livre, dois parques infantis e outros equipamentos para o lazer e à prática de atividades físicas, cerca em todo o limite do espaço, estacionamentos e banheiros.